# Изложба „Девети београдски Бијенале цртежа и мале пластике”
Изложба „Девети београдски Бијенале цртежа и мале пластике” се одржала у периоду од 12. јуна до 30. јула 2009. године у Уметничком павиљону „Цвијета Зузорић” у Београду.

## Излагачи
1. Зоран Коки Алексић
2. Славомир Анђелић
3. Милан Антић
4. Ђорђе Арнаут
5. Бошко Атанацковић
6. Жарко Бјелица
7. Љиљана Блажеска
8. Данијела Богићевић
9. Анђелка Бојовић
10. Бојан Бочина
11. Габриела Васић
12. Миланка Васић
13. Здравко Велован
14. Миодраг Варгић
15. Јелена Виторовић
16. Љубомир Вучинић
17. Иван Грачнер
18. Звонко Грмек
19. Нада Денић
20. Пал Дечов
21. Драган Димић
22. Денис Димовски
23. Катарина Драгутиновић
24. Марта Ђекић
25. Јелена Ђокић
26. Коста Ђурашинов
27. Коштана Ђурић
28. Мартин Ердеш
29. Славко Живановић
30. Неда Зајелац
31. Миодраг Зубац
32. Иван Илиев
33. Гордана Илић
34. Илија Илић
35. Јованка Младеновић Јелић
36. Драгана Јовчић
37. Слободан Каштаварац
38. Драгана Кнежевић
39. Ивана Кнежевић
40. Милутин Копања
41. Мирјана Крстевска
42. Владислава Крстић
43. Исидора Крстић
44. Радован Кузмановић
45. Славица Дундас Лазић
46. Предраг Лојаница
47. Миа Луковац
48. Ранка Јанковић Лучић
49. Милена Ковачевић Максимовић
50. Весна Балкански Моравић
51. Јелена Марјановић
52. Весна Марковић
53. Марија Милинковић
54. Ана Милосављевић
55. Лепосава Сибиновић Милошевић
56. Светозар Мирков
57. Владимир Митровић
58. Јагода Мићовић
59. Александар Лека Младеновић
60. Михаило Млинар
61. Жељка Момиров
62. Доминика Морариу
63. Ива Недељков
64. Борислава Продановић Недељковић
65. Драган Николић
66. Немања Николић
67. Снежана Николић
68. Александра Остић
69. Бојан Оташевић
70. Иван Павић
71. Милорад Мићко Панић
72. Ксенија Пантелић
73. Јосипа Пепа Пашћан
74. Снежана Пантелић Петровић
75. Димитрије Пецић
76. Зоран Пурић
77. Маја Радојковић
78. Слободан Радојковић
79. Срђан Радојковић
80. Миљана Радојчић
81. Симонида Радоњић
82. Горан Ракић
83. Бранко Раковић
84. Александра Расулић
85. Владимир Ристивојевић
86. Милица Салашки
87. Татјана Смољанић
88. Драган Срдић
89. Вера Станарчевић
90. Драгана Пуача Станаћев
91. Милан Станков
92. Никола Станковић
93. Нина Станковић
94. Драгана Б. Стевановић
95. Маријана Стоиљковић
96. Добри Стојановић
97. Љиљана Стојановић
98. Божо Терзић
99. Предраг Тодоровић
100. Драгана Скорић Тодоровић
101. Томислав Тодоровић
102. Боријан Томић
103. Драган Трајковски
104. Јелена Трпковић
105. Јована Ћосић
106. Владимир Ћурчин
107. Наташа Филиповић
108. Даниела Фулгоси
109. Сања Црњански
110. Зоран Чалија
111. Драган Шиља Чолаковић
112. Јелена Шалинић